# Cimetière juif de Marrakech
Le cimetière Miâara (hébreu : בית הקברות מעארה) est le cimetière juif de la ville de Marrakech. C'est l'un des plus grands cimetières juifs du pays,.

## Histoire
Le cimetière juif de Marrakech, appelé Beit Mo'ed lekol Chai (hébreu : בית מועד לכל חי) Ou "Miâara" (en hébreu : מעארה), porte le nom de la rue où se trouve l'entrée du cimetière, Taoulat El Miara.
Il a été fondé au XVe siècle, bien que l'on pense que la zone a été utilisée pour l'enterrement des juifs depuis le XIIe siècle.
Ce cimetière est l'ancien cimetière de la communauté juive de Marrakech où sont enterrés tous les justes de la communauté pour leurs générations. Parmi les rabbins qui sont enterrés, il y a le rabbin Pinchas HaCohen, qui aurait sauvé la vie de Thami El Glaoui , rabbin Shlomo Tammuzat, le rabbin Abraham Azoulay et le rabbin Hanania HaCohen. Le cimetière comprend des sections séparées pour les hommes, les femmes et les enfants, respectant ainsi la tradition juive selon laquelle un juif ne peut pas être enterré à côté d'une personne du sexe opposé qui n'est pas son conjoint.
Le cimetière est devenu un site touristique visité par des milliers de juifs venus du monde entier, dont de nombreux Israéliens d'origine marocaine,.
Le cimetière est l'un des plus grands du pays, couvrant environ 2 800 dounams et il est situé à côté du Mellah de Marrakech. Il compte plus de 20 000 tombes dont environ 6 000 tombes d'enfants décédés lors d'une épidémie de typhus au XIXe siècle.
Les tombes des kohanim sont peintes en bleu et situées à son entrée,.
Le cimetière est entretenu par la communauté juive et par un gardien qui est là 24 heures sur 24.

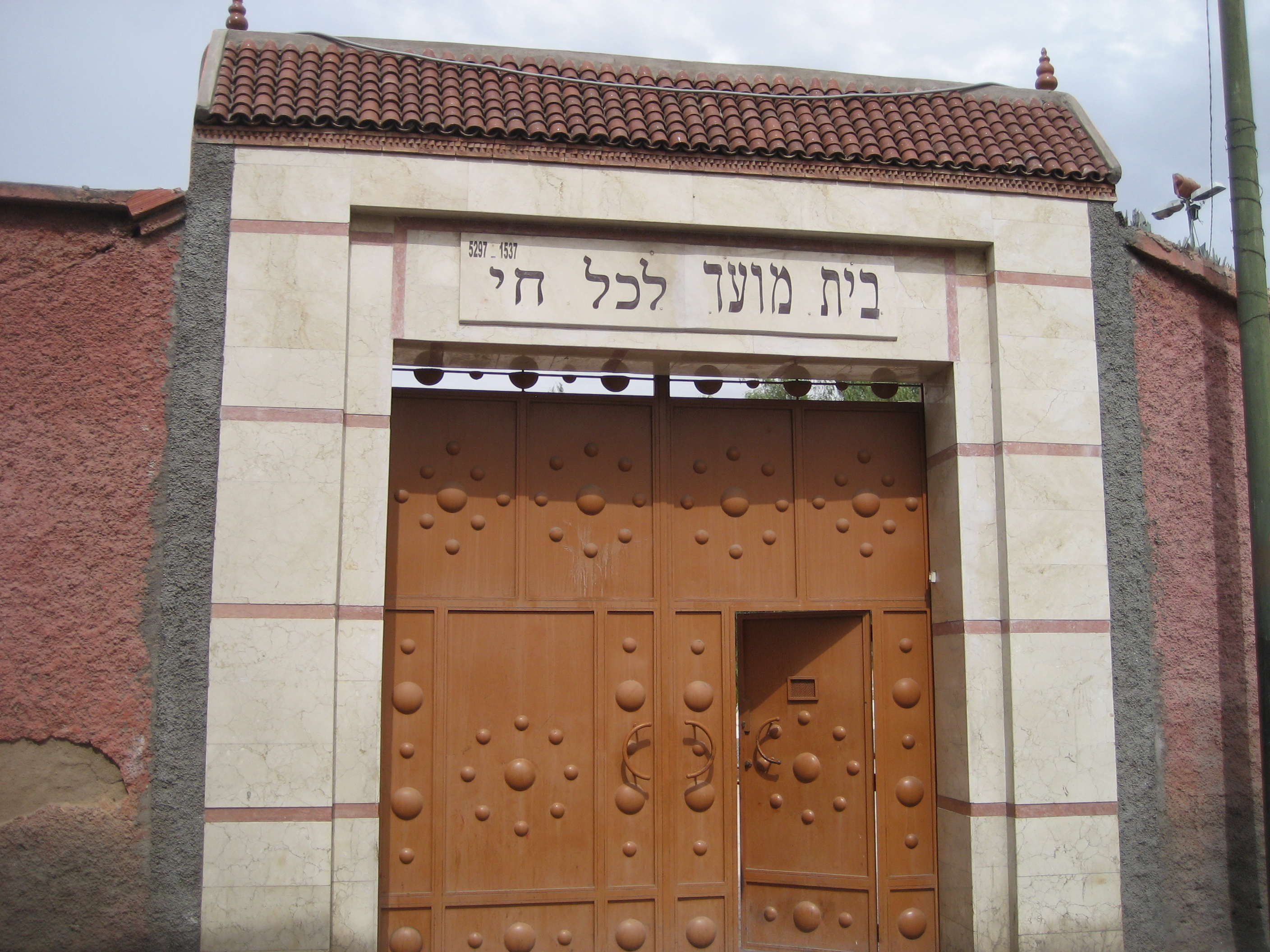
Entrée du cimetière.

### Mausolées
Le cimetière compte plusieurs mausolées, dont ceux de certains rabbins marocains célèbres, comme le rabbin Abraham Azoulay et le rabbin David Hazan.